# Luz do Desejo
Luz do Desejo é considerado o terceiro álbum musical de pagode do grupo brasileiro Exaltasamba lançado no formato CD em 1996 pela EMI-Odeon. Também o álbum foi lançado em disco de vinil e em fita cassete. O álbum tem 14 músicas, vendeu 750 mil discos e recebeu disco de platina duplo segundo a Associação Brasileira de Produtores de Discos. O álbum conta com os sucessos "Luz do Desejo" que foi o primeiro sucesso nacional do grupo, "Telegrama", "Gamei". e "É Você".
Várias das canções deste álbum foram lançadas posteriormente, no álbum Exaltasamba Ao vivo (coletânea de gravações ao vivo), no ano de 2002.

## Faixas[4]
1. Telegrama
2. Luz do desejo
3. É você
4. Sincera
5. Doidinho
6. Gamei
7. Onde Mora o Pagode / Essa é a hora
8. Louca paixão
9. Razão de viver
10. Dom de sonhar
11. Um amor de verdade
12. Parado no tempo
13. Um beijo seu
14. Armadilha

## Músicos
- Chrigor : Voz e pandeiro
- Péricles : Voz e banjo
- Pinha : Repique de mão e vocal
- Marquinhos : Tantan e vocal
- Thell : Bateria e vocal
- Izaías Marcelo : Violão e vocal
- Brilhantina : Cavaquinho e vocal

Banda de apoio :
- Jota Moraes, Evaldo Santos e Lobão Ramos : Teclados
- Prateado : Baixo
- Duda Mendes : Bateria
- Dirceu Leite : Sax-soprano, sax-alto, flauta e clarinete
- Márcio Almeida e Mauro Diniz : Cavaquinho
- Arlindo Cruz : Banjo
- Gordinho : Surdo
- Fumaça : Pandeiro, repique de mão e repique de anel
- Marcos André e Renê : Tantan
- Bira Hawai : Ganzá, tamborim e percussão geral
- Ovídio : Cuíca
- Coro : Ari Bispo, Lourenço, Ronaldo Barcellos, Adriana Dre, Eliana, Eliete, Elianete, Pinha, Marquinhos, Thell, Chrigor, Péricles, Izaías Marcelo e Brilhantina

## Vendas e certificações
Em 1996 o álbum Luz do Desejo foi certificado com disco de ouro pela Associação Brasileira de Produtores de Discos, em 1997 o álbum foi certificado com disco de platina duplo e disco de ouro pela mesma associação.
| País          | Certificação    | Vendas           |
| ------------- | --------------- | ---------------- |
| Brasil - ABPD | 2× Platina Ouro | 600 mil ou mais. |